# Ricardo Inokuchi
Ricardo Tetuo Inokuchi (Duartina, 18 de novembro de 1955) é um mesatenista brasileiro. Foi campeão latino-americano individual em 1980 e campeão pan-americano de duplas em 1983.